# Gamut

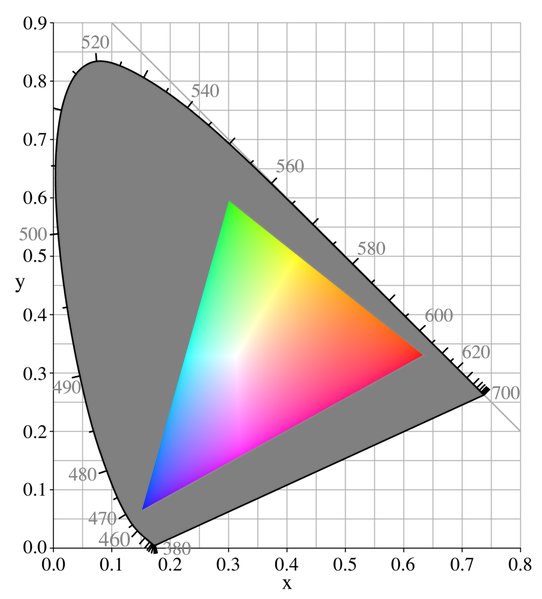
Diagramma delle cromaticità CIE 1931 (colori percepibili dall'osservatore standard) e proiezione del gamut dello spazio colore sRGB (il triangolo interno). La parte esterna al triangolo è indicata in grigio in quanto non potrebbe essere visualizzata su uno schermo, visto che si trova fuori dal gamut (per cui qualsiasi rappresentazione dei colori in questa zona sarebbe erronea o imprecisa).

gamut RGB

Il gamut o gamma di colore è l'intera gamma di colori che può essere prodotta da un modello di colore. Indica anche l'insieme dei colori che una periferica è in grado di produrre, riprodurre o catturare ed è un sottoinsieme dei colori visibili.

## Descrizione
Il termine inglese è derivato dal termine latino gamma ut che indicava (nel Medioevo e Rinascimento) la nota più grave della scala musicale, e per estensione la scala nel suo complesso.
Poiché per descrivere i colori esistono diversi modelli, detti modelli di colore, come ad esempio i modelli RGB, CMYK, Hue Saturation Brightness (HSB), Hue Saturation Lightness (HLS), CIE L*a*b*, YIQ, con gamut di un modello di colore si intende l'insieme di tutti i colori descrivibili da quel particolare modello di colore. Quando un colore non può essere descritto da un certo modello di colore, si dice che, rispetto a quel modello di colore, è fuori gamma (o fuori gamut: out of gamut in inglese).

## Sistemi di visualizzazione

gamut dei colori naturali

Di seguito un elenco dei sistemi di rappresentazione del colore in ordine decrescente di gamut.
- Proiettore video laser: usa 3 laser per produrre il più grande gamut disponibile negli schermi di oggi. Deriva dal fatto che il laser produce i 3 colori primari monocromatici. Per aumentare il gamut si possono usare anche più di tre laser. I laser possono essere usati come sorgente di luce per un proiettore DLP.
- Digital Light Processing o tecnologia DLP è una tecnologia con marchio registrato di Texas Instruments.
- Pellicola fotografica che può riprodurre un gamut più grande di un tipico televisore o computer o sistema home video[1]
- Televisore a tubo catodico e schermi simili hanno un gamut che copre una porzione significativa dello spazio colore visibile.
- Schermo a cristalli liquidi, filtrano la luce emessa con la retroilluminazione. Il gamut è limitato dallo spettro emesso dalla luce retroilluminata. Per questa luce sono usati bulbi fluorescenti freddi (CCFL). Gli schermi LCD con certi LED o CCFL ad ampio gamut producono un gamut migliore degli schermi a tubo catodico. Sebbene in alcune tecnologie LCD vari il colore a seconda dell'angolo di visuale. Gli schermi In Plane Switching sono migliori di quelli con effetto nematico.
- La pittura sia per scopi artistici che commerciali raggiunge un considerevole gamut potendo partire da una tavolozza più ampia dei classici colori degli schermi. Può riprodurre colori altamente saturati che non sono riproducibili con uno schermo a tubo catodico, ma comunque il gamut risulta più piccolo rispetto ad essi.
- La stampa, tipicamente usa lo spazio colore CMYK, hanno un gamut molto piccolo e una bassa saturazione ed intensità del colore. Per migliorare il gamut si è provato ad aggiungere i colori arancione e verde (esacromia)  o il ciano chiaro e il magenta chiaro (CcMmYK)
- Uno schermo monocromo, nello spazio colore ha un gamut che ha una curva monodimensionale.